# Урусов, Валентин Яковлевич
Валентин Яковлевич Урусов (род. 4 мая 1974) — активист независимого профсоюзного движения. Более четырёх лет провёл в заключении в 2008—2013 годах. Российские и зарубежные профсоюзы считают, что причиной уголовного преследования Валентина Урусова является его общественная и профсоюзная деятельность.

## Краткая биография
Работал электрослесарем на горнообогатительном комбинате алмазодобывающей компании «Алроса» в городе Удачный (Республика Саха). В июне 2008 года стал инициатором создания на комбинате профсоюза, который получил название «Профсвобода». Занимая должность председателя «Профсвободы», руководил акциями протеста рабочих с требованиями улучшения условий труда в августе 2008 года. В том же августе 2008 года Валентин Урусов принимал участие в работе пятого Сибирского социального форума.
Деятельность «Профсвободы» вызвала недовольство руководства компании «Алроса», на лидеров и активистов профсоюза в конце августа начали оказывать давление. 3 сентября 2008 года председатель профсоюза Валентин Урусов был арестован по подозрению в хранении наркотиков, а в конце декабря Мирнинским районным судом приговорён к шести годам заключения. 12 мая 2009 года Урусов был освобождён решением Коллегии Верховного суда Якутии, дело направлено на новое рассмотрение. Однако 26 июня 2009 года Мирнинский районный суд вновь приговорил Урусова к заключению, смягчив срок заключения до 5 лет. Он отбывал заключение в исправительной колонии в поселке Верхний Бестях в Якутии.
По мнению ряда российских и зарубежных общественных деятелей и организаций, дело Валентина Урусова было сфабриковано его работодателем — компанией «Алроса». Конфедерация труда России выступила инициатором кампании солидарности с Урусовым. В поддержку Валентина Урусова проходили публичные акции как в России, так и за рубежом. За его освобождение высказались десятки зарубежных интеллектуалов, общественных и профсоюзных деятелей, в их числе генеральный секретарь Международной конфедерация профсоюзов Шарон Барроу. Справедливость вынесенного Валентину Урусову приговора была поставлена под сомнение в докладе Комитета по свободе объединения Международной организации труда, рекомендовавшего Правительству России пересмотреть дело и освободить профсоюзного лидера. Совет при Президенте РФ по развитию гражданского общества и правам человека принял заявление за освобождение Валентина Урусова, инициированное президентом КТР, членом Совета Борисом Кравченко.
6 марта 2013 года Хангаласский районный суд Республики Саха (Якутия) принял решение об освобождении из заключения профсоюзного лидера Валентина Урусова. В начале февраля Валентин Урусов направил в суд ходатайство о замене оставшейся не отбытой части срока более мягким наказанием. Суд, рассмотрев ходатайство, назначил профсоюзному лидеру исправительные работы сроком 9 месяцев и 11 дней вместо нахождения под стражей в колонии. 15 марта Валентин Урусов вышел на свободу.
Освободившись из мест лишения свободы, Валентин Урусов заявил, что продолжит активную профсоюзную работу.